# Phare de Bogskär
Le phare de Bogskär (en finnois : Borgskär  majakka) est un feu situé sur les Bogskär islets (en) des îles Åland (Province autonome de Finlande), appartenant à la municipalité de Kökar en Finlande.

## Histoire
Le premier phare a été construit dans les années 1870 et a été achevé en 1882, à l'initiative de la Suède. Sa structure en acier a été érigé sur un socle de béton de trois mètres de haut. Le phare avait un équipage de neuf personnes, dont la moitié occupait le phare à la fois.
Le phare a été endommagé dans une tempête pendant l'hiver de 1889. Dans une réparation de 1894, il a été renforcé par ajout de béton dans les cloisons jusqu'au troisième étage.
En 1905, la télégraphie sans fil a été installé, remplaçant la communication précédente par des signaux lumineux aux navires de passage. Au cours de la Première Guerre mondiale, un navire de guerre allemand a détruit le phare.
Un nouveau phare automatisé a été construit en 1922 sur des piliers en béton. Le phare a été restauré en 1981, lorsqu'il a été équipé d'un héliport. Le phare est maintenant alimenté à l'énergie solaire. Il est équipé d'un radar Racon émettant la lettre T.
Il se trouve à environ 30 km au sud-est de Mariehamn.

## Description
Le phare actuel  est une tour en deux étages de 22 mètres de haut. Le socle incorpore le local technique et la partie supérieure est une tourelle métallique hexagonale à claire-voie avec la lanterne et la plateforme pour hélicoptère. La moitié inférieure est peinte en blanc et la supérieure en bleu. Il émet, à une hauteur focale de 28 mètres, trois éclats blancs toutes les 20 secondes. Sa portée nominale est de 9 milles nautiques (environ 17 km).
Identifiant : ARLHS : ALA-002 - Amirauté : C4486 - NGA : 16092.
|              |
| Îles d'Åland |

|                |
| L'ancien phare |

|                  |
| Le phare en 1922 |

### Lien connexe
- Liste des phares de Finlande